# Joseph Doll
Joseph Doll (né en Bavière et mort à Naples en août 1774) est un organiste, compositeur et pédagogue allemand. En Italie, il était connu sous le nom Giuseppe Dol.

## Biographie
Avec l'aide du Cardinal Spinelli, Joseph Doll est admis le 15 décembre 1736 au Conservatoire dei Poveri di Gesù Cristo de Naples, où il étudie avec Francesco Durante et Francesco Feo. En 1749, il écrit la cantate Per la solenne esposizione del santissimo sagramento, sur un texte du cardinal Giuseppe Ercolani. En 1755, il devient le deuxième maître du Conservatoire de Sant'Onofrio a Porta Capuana, au côté de Carlo Cotumacci. En 1757, il est également nommé deuxième organiste de la Chapelle du Trésor de la cathédrale de Naples. En 1770, il rencontra à Naples le jeune Wolfgang Amadeus Mozart.
Doll est l'unique musicien non italien à devenir maestro d'un des conservatoires napolitains.